# Clofentezin
Clofentezin ist ein Akarizid aus der Gruppe der Tetrazine. Es wurde 1976 von der Firma Schering AG entwickelt.

## Darstellung
Hydrazinhydrat wird mit 2-Chlorbenzoylchlorid doppelt acyliert, anschließend wird das Hydrazid mittels Phosphorpentachlorid aktiviert. Mit weiterem Hydrazin wird der Tetrazin-Ring geschlossen. Durch die anschließende Oxidation mit Natriumnitrit entsteht Clofentezin.

## Eigenschaften
Clofentezin ist ein in Wasser unlöslicher Feststoff mit magentaroter Farbe. Im Boden ist es moderat persistent mit Halbwertszeiten um 63 Tage. Es baut sich im wässrigen Medium rasch ab (Hydrolyse). Durch seine geringe Wasserlöslichkeit wird davon ausgegangen, dass der Wirkstoff nicht ins Grundwasser gelangt.

## Wirkungsweise und Verwendung
Clofentezin ist ein Akarizid mit Kontaktwirkung und langer Wirkdauer. Es dient vor allem zur Bekämpfung der Milbeneier (Ovizid), wirkt aber auch gegen junge Larven, wo es Zellwachstum und -differenzierung beeinträchtigt. Gegen ausgewachsene Milben hat es keine Wirkung. Eingesetzt wird Clofentezin vor allem im Obst- und Weinanbau gegen Spinnmilben.

## Zulassung
In der Europäischen Union wurde Clofentezin zum 1. Januar 2009 in die Liste der zugelassenen Wirkstoffe aufgenommen. In vielen Staaten der EU, darunter auch in Deutschland sowie in der Schweiz waren Pflanzenschutzmittel mit Clofentezin erhältlich. Die Zulassung lief in der EU zum 11. November 2023 aus. In der Schweiz wurde die Zulassung per 1. Januar 2025 widerrufen. Die Aufbrauchfrist läuft bis am 1. Juli 2025.